# Eucosma abstemia
Eucosma abstemia is een vlinder uit de familie van de bladrollers (Tortricidae). De wetenschappelijke naam van de soort is voor het eerst geldig gepubliceerd in 1932 door Meyrick. De vlinder komt voor in de Verenigde Staten.